# Ash Williams
Ashley Joanna "Ash" Williams es un personaje de ficción y el protagonista de la franquicia de terror The Evil Dead.
Fue creado por el director y guionista Sam Raimi e interpretado por Bruce Campbell. Es el único personaje que aparece en cada entrada de la serie, incluyendo una aparición en la escena poscréditos para la nueva versión de las siguientes películas. A lo largo de la serie, Ash tiene que enfrentar a sus seres queridos que son poseídos en el interior de una cabaña abandonada, por «deadites», las malas almas de los muertos.
Ash es conocido por sus dos armas favoritas: una escopeta y una motosierra que reemplaza a su mano derecha, la cual fue amputada por el propio Ash, en Evil Dead II (1987), después de ser poseída por un espíritu maligno. Una tendencia de su personalidad es su increíble ignorancia, su actitud a saberlo todo y su arrogancia; la cual lo mete en problemas, causados principalmente por él mismo.

## Biografía

### The Evil Dead
Ash es un hombre común y corriente, que trabaja en una tienda llamada S-Mart y tiene una novia llamada Linda. En The Evil Dead, Ash y sus amigos van a una cabaña en los bosques de Tennessee, donde encuentran el Naturom Demonto (renombrado como Necronomicón ex Mortis en las secuelas), el Libro de los Muertos, junto a una grabadora. La grabación es del dueño de la cabaña, quien traduce algunos pasajes del libro. Al escuchar la grabación Ash y sus amigos despiertan a unos espíritus malignos que pueden poseer a los vivos. Los amigos de Ash son poseídos hasta que mueren en manos de Ash, siendo el único superviviente. Al final de la película Ash es atacado por el espíritu.

### The Evil Dead II
La secuela Evil Dead II, comienza con una corta recapitulación de la película anterior, en esta ocasión solo Ash y su novia llegan a la cabaña, donde Ash la mata después de ser poseída por el espíritu. En este momento se produce la misma escena del final de The Evil Dead y Ash es poseído brevemente por el espíritu. Al despertar se encuentra nuevamente en la cabaña junto a los espíritus, por lo que deberá luchar contra ellos nuevamente. Luego aparece la hija del dueño de la cabaña junto a otras tres personas, estos son poseídos por los espíritus y atacan a Ash. Aquí es cuando Ash reemplaza su mano por la motosierra y se deshace de los poseídos. Al final de la película Ash es tragado por un portal que lo transporta al año 1300 d. C., donde los habitantes lo ven como a «el hombre que cae de los cielos», según la profecía el héroe que los liberaría de los demonios.

### Army of Darkness
La siguiente película Evil Dead III continua con la historia de la anterior, donde debe vencer a un Ash maligno que lidera al ejército de las tinieblas en la búsqueda del Necronomicón. En esta película, Ash obtiene una mano de metal que reemplaza a la amputada. La película tiene dos finales, uno en donde Ash regresa a su tiempo en la tienda y el otro que es un final posapocalíptico en el futuro.

### Ash vs. Evil Dead
En la serie Ash por un accidente lee unas páginas del Necronomicon Ex Mortis y esto causa que se invoque un nuevo demonio, este persigue a Ash hasta el S-Value en donde el junto a sus compañeros de trabajo; Pablo y Kelly, tienen que enfrentarse a estos. Lamentablemente los Deadites matan a los padres de Kelly lo cual hace que ella busque venganza, lo mismo con Pablo el cual se une a Ash porque cree que el es uno de los legendarios "Jefes" que luchan contra las fuerzas del mal. Ellos visitan al tío de Pablo, un chamán el cual muere por un demonio llamado Eligos. El grupo viaja acabando con todos los Deadites que se les cruzan en el camino.

### Evil Dead(2013)
En Evil Dead (2013), mientras los créditos pasan, se puede escuchar la cinta del Profesor Knowby, de la original The Evil Dead y después de los títulos de crédito, se puede apreciar al personaje de Ash Williams, hace una aparición en una escena poscréditos, en la que dice su eslogan característico, "Groovy".

### Evil Dead Rise(2023)
En 2023, Bruce Campbell aparece en Evil Dead Rise en un cameo como un sacerdote al que se escucha traducir el Necronomicon Ex-Mortis en un disco de vinilo (grabado en 1923) descubierto por Danny, lo que lleva a la posesión de Ellie. En abril de 2023, el director de la película, Lee Cronin, declaró que el personaje de Campbell en la película era uno "que muy bien podría ser Ash Williams", desplazado en el tiempo.

## Fuera de la trilogía
Después de Evil Dead III Ash ha sido protagonista de varios cómics y videojuegos basados en las películas, donde debe hacer lo que mejor sabe: destruir demonios.

### Serie de televisiónAsh vs. Evil Dead
En octubre de 2015, la cadena de televisión Starz estrenó la serie Ash vs. Evil Dead, ambientada 30 años después de los hechos narrados en El ejército de las tinieblas. En ella se muestra a un Ash (interpretado nuevamente por Bruce Campbell) envejecido que trata de escapar de los terrores vividos en las películas, pero cuando una plaga de demonios amenaza con destruir a la humanidad el personaje se ve obligado a enfrentarse a ellos. El reparto también incluye a Jill Marie Jones, Lucy Lawless, Dana DeLorenzo y Ray Santiago.

### Videojuegos
- The Evil Dead
- Evil Dead: Hail to the King
- Evil Dead: A Fistful of Boomstick
- Evil Dead: Regeneration
- Poker Night 2
- Deploy and Destroy: Ash vs ED
- Dead by Daylight
- Retro Realms: Ash vs Evil dead

### Cómics
- Army of Darkness: Ashes 2 Ashes
- Army of Darkness: Shop Till You Drop Dead
- Army of Darkness: Old School
- Marvel Zombies vs Army of Darkness
- Army of Darkness: From the Ashes
- Army of Darkness: vs ReAnimator
- Ash saves Obama
- Ash vs Drácula
- Darkman vs. Army of Darkness
- Freddy vs. Jason vs. Ash
- Evil dead (40th anniversary)